# 何以端
何以端（1898年—1978年7月19日），四川省营山县人。中华人民共和国政治人物。
早年奔赴法国勤工俭学，历任旅欧共青团支部书记，旅欧、旅法华侨抗日救国联合会负责人。随后回国从事中共地下工作，中华人民共和国成立后，历任华东军政委员会联络局局长，军委联络部上海联络局副局长、中华人民共和国煤炭工业部华东煤矿管理局局长、煤炭工业部党委委员、煤炭科学研究院党委书记兼煤炭工业部技术委员会主任等职。1978年7月19日去世。